# Kaho Sunami
Kaho Sunami (japanisch 角南 果帆 Sunami Kaho; * 5. Januar 1993) ist eine ehemalige japanische Handballspielerin, die dem Kader der japanischen Nationalmannschaft angehörte.

## Karriere
Sunami lief ab dem Jahr 2015 für die japanische Mannschaft Mie Violet Iris auf. Zwei Jahre später schloss sich die Kreisläuferin der Mannschaft von Sony Semiconductor Manufacturing Blue Sakuya an, bei der sie im Jahr 2023 ihre Karriere beendete.
Sunami nahm im Jahr 2016 mit der japanischen Studentenauswahl an der Studentenweltmeisterschaft in Spanien teil, bei der sie elf Treffer zum Erreichen des fünften Platzes beisteuerte. Im selben Jahr wurde sie erstmals in den Kader der japanischen A-Nationalmannschaft berufen. Mit der japanischen Auswahl gewann sie bei der Asienmeisterschaft 2017 und bei der Asienmeisterschaft 2018 jeweils die Silbermedaille sowie bei den Asienspielen 2018 die Bronzemedaille. Bei den Olympischen Spielen in Tokio belegte sie mit ihrer Mannschaft den zwölften Platz. Sunami erzielte im Turnierverlauf zwei Treffer in zwei Partien. Weiterhin nahm sie 2017 und 2019 an der Weltmeisterschaft teil.

## Sonstiges
Ihre Schwester Yui Sunami lief ebenfalls für die japanische Handballauswahl auf.